# مکانیک (فیلم ۲۰۰۵)
مکانیک (به انگلیسی: The Mechanik) که تحت عنوان متخصص روسی (به انگلیسی The Russian Specialist) نیز شناخته می‌شود، عنوان فیلمی آمریکایی در ژانر اکشن می‌باشد که توسط دولف لاندگرن کارگردانی و در سال ۲۰۰۵ ساخته شد.

## داستان فیلم
نیکلای چرینکو (دولف لاندگرن) که در گذشته در ارتش روسیه خدمت می‌کرده، مدتی است که در یک دهکده در کنار همسر و تنها پسرش در آرامش زندگی می‌کند و به مکانیکی رو آورده‌است. گروهی قاچاقچی در حین درگیری با یکدیگر، همسر و پسر نیکلای را به قتل می‌رسانند. نیکلای در پی انتقام برمی آید و تمامی عاملین قتل خانواده اش را می‌کشد. اما سردسته قاچاقچیان به نام ساشا (قاتل همسر نیکلای) با وجود اینکه تیری به صورتش برخورد می‌کند، زنده می‌ماند. اینک هفت سال از آن ماجرا گذشته‌است و نیکلای به آمریکا آمده‌است. افرادی از او می‌خواهند تا جان یک دختر را که توسط گروهی قاچاقچی ربوده شده، نجات دهد. اما نیکلای نمی‌پذیرد. مادر دختر ربوده شده، عکس شخصی را که دخترش را دزدیده به نیکلای نشان می‌دهد. تصویر متعلق به ساشاست. نیکولای پی می‌برد که قاتل همسرش، هنوز زنده‌است …

## بازیگران
- دولف لاندگرن
- بن کراس
- اولیویا لی

## پخش در ایران
این فیلم توسط شرکت فرهنگی هنری پارس ویدئو دوبله و توزیع شده‌است.